# Talsperre Fagilde
Die Talsperre Fagilde (portugiesisch Barragem de Fagilde) liegt in der Region Mitte Portugals im Distrikt Viseu. Sie staut den Dão, einen rechten (nördlichen) Nebenfluss des Mondego zu einem Stausee (portugiesisch Barragem de Fagilde) auf. Die Gemeinde Fragosela befindet sich ungefähr fünf Kilometer westlich der Talsperre.
Mit dem Projekt zur Errichtung der Talsperre wurde im Jahre 1979 begonnen. Der Bau wurde 1984 fertiggestellt. Die Talsperre ist im Besitz der Stadtwerke von Viseu, den Serviços Municipalizados de Viseu.

## Absperrbauwerk
Das Absperrbauwerk besteht aus einer Kombination von Bogen- und Pfeilerstaumauer. Ihre Höhe beträgt 27 m über der Gründungssohle (18,5 m über dem Flussbett). Die Mauerkrone liegt auf einer Höhe von 312,5 m über dem Meeresspiegel. Die Länge der Mauerkrone beträgt 63,3 m und ihre Breite 2 m. Das Volumen der Staumauer umfasst 8.940 m³.
Die Staumauer verfügt sowohl über einen Grundablass als auch über eine Hochwasserentlastung. Über die Hochwasserentlastung können maximal 515 m³/s abgeleitet werden. Das Bemessungshochwasser liegt bei 547 m³/s; die Wahrscheinlichkeit für das Auftreten dieses Ereignisses wurde mit einmal in 100 Jahren bestimmt.

## Stausee
Beim normalen Stauziel von 310 m (maximal 311,6 m bei Hochwasser) fasst der Stausee 2,8 Mio. m³ Wasser. Das minimale Stauziel liegt bei 300 m.